# 세네카 칼리지
세네카 공예 학교(Seneca Polytechnic)는 응용 예술 및 기술 등 관련 학부를 갖고 있는 대학으로 캐나다 온타리오 토론토에 위치한 공립 대학이다. 학사 학위 졸업과정, 수료 제도 및 대학원 과정의 풀 타임 및 파트 타임 프로그램을 제공한다.

## 역사
세네카 칼리지(Seneca Polytechnic)는 온타리오 주 커뮤니티에 지속적인 교육 프로그램(평생교육)뿐만 아니라 취업 위주의 졸업 과정 및 자격증 과정을 제공하는 응용 예술 및 기술 대학의 온타리오 주 차원의 네트워크를 구축하기 위한 주 정부의 일환으로 1967년에 설립되었다. 이 주에서는 기술이 직업의 성격과 지방 경제를 계속 변화시킴을 인식하고 정교한 응용 학습의 필요성에 기반한 일환으로 시작되었다. 일반 학부의 고등 교육은 중요한 요소로 간주되었으며 광범위한 교육 과정은 모든 프로그램의 일부로 계속 유지되고 있다. 2001년 대학에는 학사 학위를 제공할 수 있는 능력이 부여되었다.
1년간의 단기 직업 프로그램에서부터 4년제 편입 프로그램 등 광범위한 프로그램을 운영하고 있다. 세네카 칼리지는 145 개의 풀 타임 프로그램과 14개의 학사 학위와 30 개의 졸업 과정을 포함한 135개의 파트 타임 프로그램을 제공한다.

## 같이 보기
- 토론토 대학교